# Duvalioblemus
Duvalioblemus is een geslacht van kevers uit de familie van de loopkevers (Carabidae). De wetenschappelijke naam van het geslacht is voor het eerst geldig gepubliceerd in 1995 door Deuve.

## Soorten
Het geslacht Duvalioblemus is monotypisch en omvat slechts de volgende soort:
- Duvalioblemus sichuanicus Deuve, 1995